# Sokolniki (stanice metra v Moskvě, linka Bolšaja kolcevaja)
Sokolniki (rusky Сокольники) je stanice moskevského metra na lince Bolšaja kolcevaja, která byla zprovozněna dne 1. března 2023 v rámci úseku Elektrozavodskaja - Savjolovskaja. V tento den byly slavnostně zprovozněny všechny dosud nezprovozněné stanice na této lince, provoz slavnostně spustil prezident Ruska Vladimir Putin. Stanice je pojmenována podle čtvrti, ve které se nachází a podle stanice metra na Sokolničeské lince, na kterou lze přestoupit. V roce 2024 je zde plánováno zprovoznění železniční zastávky Miťkovo, která bude obsluhovány vlaky na lince MCD-3.

## Charakter stanice
Stanice Sokolniki se nachází ve stejnojmenné čtvrti pod Sokolničeskou ploščadí (Сокольническая площадь). Stanice disponuje dvěma podzemními vestibuly. Východy ze severního vestibulu míří k hlavními vchodu k parku Sokolniki, k podchodu pod ulicí Sokolničeskij val (Сокольнический Вал) a dále k tramvajové smyčce Sokolničeskaja zastava (Площадь Сокольническая Застава). Východy z jižního pak směřují k ulici Stromynka (Стромынка), což bylo dříve zvažované jméno stanice. Z jižního vestibulu dále existuje průchod na stejnojmennou stanici na Sokolničeské lince. P
Vzhledem k tomu, že právě z vedlejší stanice na Sokolničeské lince odstartoval první vlak v moskevském metru s cestujícími, dekorativní a umělecký design stanice je věnován výstavbě první etapy moskevského metra. Na reflexních panelech stropu jsou umístěny fragmenty plakátů z 30. let 20. století. Jedna z kolejových stěn a část stropu je zdobena v podobě velkého dekorativního panelu ve stylu umělců a avantgardních architektů první poloviny 20. století.